# S/2017 J 1
S/2017 J 1 es un satélite natural externo de Júpiter. Se informó el 5 de junio de 2017 a través del Centro de Planetas Menores. Se cree que tiene unos 2 km de diámetro. Es un miembro del Grupo de Pasífae.

## Órbita
El satélite hace una órbita completa alrededor de Júpiter en aproximadamente 735 días. El semieje mayor es de aproximadamente 23,5 millones de kilómetros. La dirección del movimiento a lo largo de la órbita es opuesta a la rotación de Júpiter alrededor de su eje.